# ルーズベルト 大統領の保養地
『ルーズベルト 大統領の保養地』（ルーズベルト だいとうりょうのほようち）は、アメリカ合衆国のテレビ映画。原題はウォーム・スプリングス（訳例: 暖かい春、英語: Warm Springs）。スター・チャンネルでは『ルーズベルト もうひとつの闘い』のタイトルで放映されている。
プライムタイム・エミー賞 作品賞で受賞した映画作品である。

## 解説
2005年制作で、監督はジョセフ・サージェント、脚本はマーガレット・ネーグル。ケネス・ブラナー、シンシア・ニクソン、キャシー・ベイツ、ティム・ブレイク・ネルソン、ジェーン・アレクサンダー、デヴィッド・ペイマーなどが出演している。のちの第32代アメリカ合衆国大統領であるフランクリン・ルーズベルトが1921年にポリオを患ったこと（この件については、のちにギラン・バレー症候群であったと推測する研究が存在する）や、それ関する麻痺の治療、ウォーム・スプリングス・リゾートの発見や、リハビリ施設化への活動、政治家としての活動再開などを行う。同地において他の障がい者と交流する中、ルーズベルトは自身の考えを成長させ、世界恐慌の時代に自国の大統領を務めるということに備える、といった内容である。

## キャスト
- フランクリン・ルーズベルト：ケネス・ブラナー
- エレノア・ルーズベルト：シンシア・ニクソン
- ヘレナ・マホーニー：キャシー・ベイツ
- サラ・ルーズベルト：ジェーン・アレクサンダー
- ハウ：デヴィッド・ペイマー
- ロイレス：ティム・ブレイク・ネルソン
- フレッド・ボッツ：マット・オリアリー
- ライオネル・パーディ：マット・マロイ